# Filip Misolic
Filip Misolic (Graz, 8 de agosto de 2001) es un tenista profesional austríaco.

## Carrera profesional
Su mejor ranking individual es el N.º 126 alcanzado el 24 de abril de 2023, mientras que en dobles logró la posición 1082 el (9 de mayo de 2022).

## Títulos ATP (0; 0+0)

### Individual (0)
| Leyenda                         |
| Grand Slam (0)                  |
| ATP Wourld Tour Finals (0)      |
| ATP World Tour Masters 1000 (0) |
| ATP World Tour 500 (0)          |
| ATP World Tour 250 (0)          |

#### Finalista (1)
| N.º | Fecha               | Torneo    | Superficie    | Oponente en la final | Resultado |
| --- | ------------------- | --------- | ------------- | -------------------- | --------- |
| 1.  | 30 de julio de 2022 | Kitzbühel | Tierra batida | Roberto Bautista     | 2-6, 2-6  |

## Títulos ATP Challenger (3; 3+0)

### Individuales (3)
| N.º | Fecha               | Torneo               | Superficie    | Oponente en la final | Resultado        |
| --- | ------------------- | -------------------- | ------------- | -------------------- | ---------------- |
| 1.  | 14 de mayo de 2022  | Zagreb               | Tierra batida | Mili Poljičak        | 6-3, 7-6         |
| 2.  | 23 de abril de 2023 | Roseto degli Abruzzi | Tierra batida | Raphaël Collignon    | 4-6, 7-5, 7-6(6) |
| 3.  | 11 de mayo de 2025  | Praga-2              | Tierra batida | Guy den Ouden        | 6-4, 6-0         |